# Parandes simplus
Parandes simplus är en insektsart som beskrevs av Frederick Arthur Godfrey Muir 1925. Parandes simplus ingår i släktet Parandes och familjen kilstritar. Inga underarter finns listade i Catalogue of Life.